# Sporadanthus traversii
Sporadanthus traversii är en gräsväxtart som först beskrevs av Ferdinand von Mueller, och fick sitt nu gällande namn av Ferdinand von Mueller och Thomas Kirk. Sporadanthus traversii ingår i släktet Sporadanthus och familjen Restionaceae. Inga underarter finns listade i Catalogue of Life.